# Demblin
Demblin – wieś w Polsce położona w województwie małopolskim, w powiecie tarnowskim, w gminie Wietrzychowice.
W latach 1954–1961 wieś należała i była siedzibą władz gromady Demblin, po jej zniesieniu w gromadzie Wietrzychowice. W latach 1975–1998 miejscowość administracyjnie należała do województwa tarnowskiego.